# Jana Forkel
Jana Forkel (geb. Kruck; * 7. Oktober 1988 in Marburg) ist eine deutsche Journalistin und Fernsehmoderatorin.

## Leben und Karriere
Jana Forkel studierte Kommunikationswissenschaft in Münster und schloss ihr Masterstudium im Bereich Fernsehjournalismus in Hannover ab.
Während des anschließenden Redaktionsvolontariats in Hamburg moderierte Forkel bereits die RTL-Infosendung Yolo – Challenge Day, in der sie sich als Reporterin verschiedenen Herausforderungen stellte. Nach Abschluss ihres Volontariats arbeitete sie mehrere Jahre als Redakteurin für Extra – Das RTL-Magazin.
Seit 2017 ist Forkel Moderatorin und Reporterin des Kindermagazins neuneinhalb, das in der ARD und im KiKA zu sehen ist. Sie moderierte außerdem die Kindersendung Weltreise Deutschland, die im Rahmen des Themenschwerpunktes „Gemeinsam leben“ 2017 im KiKA lief. Dafür erhielt sie im selben Jahr den „Goldenen Elefanten“ beim Prix Jeunesse. Seit 2019 ist sie zudem fester Bestandteil bei der Sendung mit der Maus und moderiert mit ihren Kollegen Johannes Büchs und André Gatzke zudem die Maus- und die Shaun-das-Schaf-Konzerte.
Neben ihrer Tätigkeit im Kinderfernsehen war Jana Forkel Moderatorin und Autorin der WDR-Reise-Reportagereihe Lookslike, in der Instagram als Reiseführer genutzt und auf seinen Realitätsgehalt geprüft wird.
2024 setzte sie sich im Rahmen des Formats Past Forward mit den Hintergründen des Nahostkonfliktes auseinander, was in der ARD-Mediathek zu sehen war.